# Yogi Bhajan

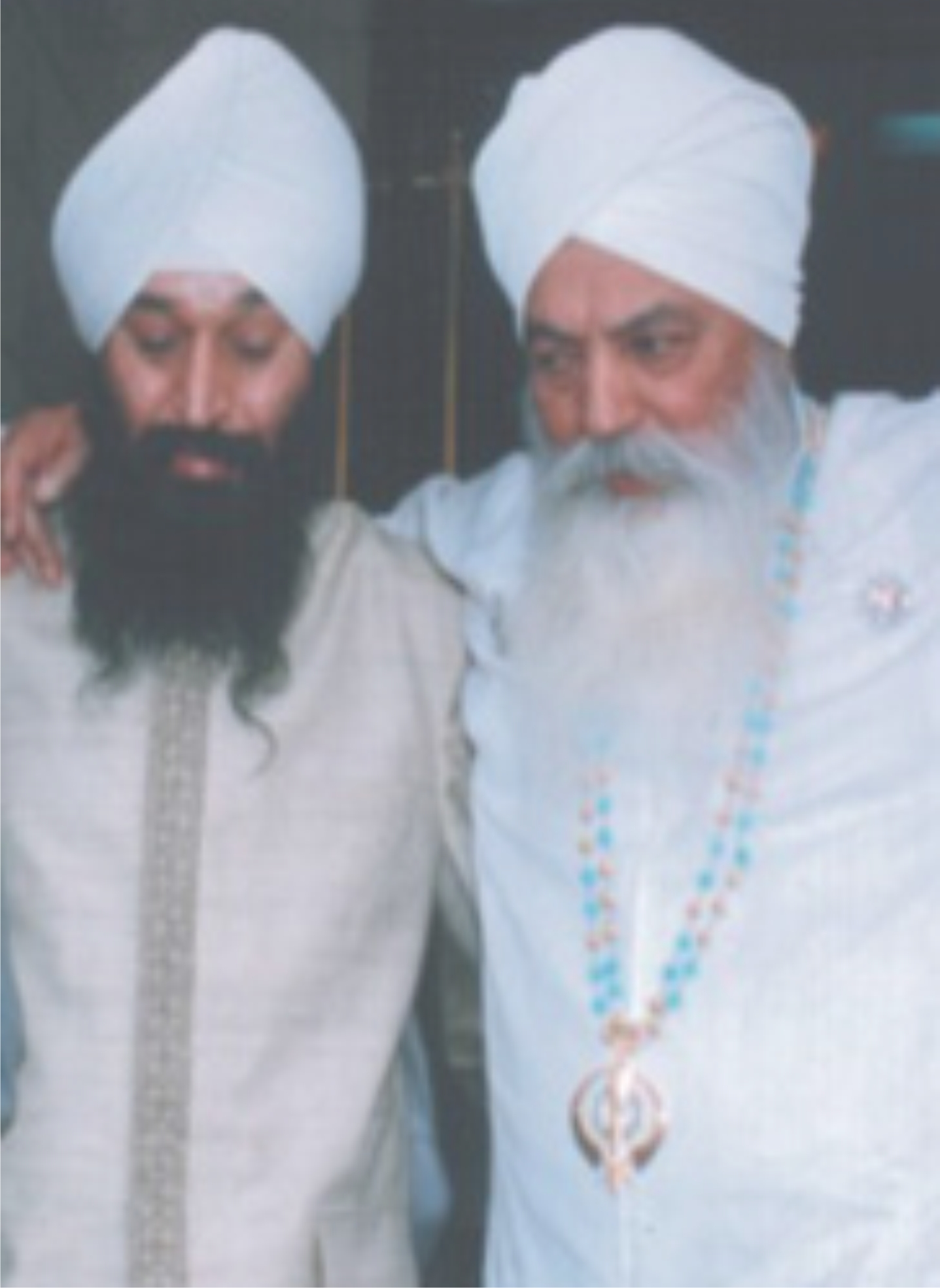
Yogi Bhajan mit Bhai Sahib Satpal Singh Khalsa

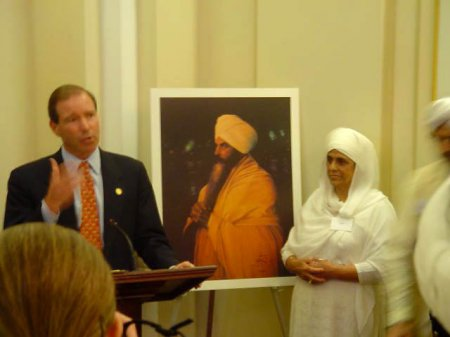
Tom Udall und die Witwe Bibiji mit einem Porträt von Yogi Bhajan

Yogi Bhajan (* 26. August 1929 in Kot Harkarn; † 6. Oktober 2004 in Española; Geburtsname Harbhajan Singh Puri, auch genannt Harbhajan Singh Khalsa Yogiji) war ein Unternehmer, Yogi und spiritueller Meister. Er lehrte eine besondere Form des Kundalini-Yoga, das er selbst kreierte, inspiriert durch Sikh-Lehren, Hatha-Yoga und die US-amerikanischen New-Age-Bewegung der 70er Jahre.  

## Biografie
Yogi Bhajan wurde 1929 in Kot Harkarn in der Nähe der Stadt Gujranwala im damaligen Indien und heutigen Pakistan als Sohn eines Arztes geboren. Seine Familie lebte in der Tradition der Sikhs.
Er interessierte sich sehr früh für medizinische Fragen und natürliche Heilweisen und studierte von klein auf Yoga. Im Alter von 16 Jahren wurde er durch Sant Hazara Singh, seinem Lehrer, zum Meister des Kundalini-Yoga erklärt. Er besuchte viele spirituelle Lehrer in verschiedenen Ashrams in Indien und im Himalaya und absolvierte daneben ein wirtschaftswissenschaftliches Studium an der Universität des Panjab.
Nach dem Diplom gründete er eine Familie und begann eine erfolgreiche Laufbahn im indischen Staatsdienst. Gleichzeitig erweiterte er seinen Erfahrungshorizont als Yogi und verbrachte einige Jahre mit Karma-Yoga im Goldenen Tempel in Amritsar (Nordindien), dem wichtigsten Tempel der Sikhs.
1968 wurde er von der Universität Toronto nach Kanada eingeladen, um einen Vortrag über Yoga zu halten. Von dort führte sein Weg nach Los Angeles, wo die 3H-Organisation („Healthy, happy, holy“ = "gesund, glücklich, heilig") auf seine Initiative hin entstand. Heute gibt es mehr als 300 Kundalini-Yoga-Zentren in 35 Ländern.
Als Guru gewann er Tausende für Kundalini-Yoga und seine Auslegung des Sikhismus. Durch seinen Einsatz wurde Sikh Dharma 1971 in den USA als Religion anerkannt. 
Yogi Bhajan traf politische und religiöse Führer wie Papst Johannes Paul II., den Dalai Lama und Bill Clinton. Er starb am 6. Oktober 2004 in Española, Neu-Mexiko.
Anfang 2020 wurden, ausgelöst durch ein Buch einer ehemaligen Mitarbeiterin, Missbrauchsvorwürfe gegen Yogi Bhajan bekannt. In Folge beschuldigten ihn Hunderte seiner ehemaligen Anhänger der sexuellen Belästigung und auch der Vergewaltigung. Die Organisation „An Olive Branch“, die mit der Untersuchung der Vorwürfe beauftragt wurde, bestätigte, dass sie die Vorwürfe für wahrscheinlich wahr hält.
Als Teil der anhaltenden Diskussion über Machtmissbrauch und Sekten-Dynamiken gibt es einen Podcast von GuruNischan (einer früheren Anhängerin), in dem traumatische Erfahrungen aus der 3HO/Kundalini-Yoga-Community besprochen werden. Einige der Erfahrungsberichte aus dem Podcast bilden die Basis für das 2023 erschienene Buch Under the Yoga Mat.

## Trivia
Die Teemarke Yogi-Tee wurde nach ihm benannt. Die seit den 1980er Jahren verwendeten Gewürzmischungen beruhen auf seinen Originalrezepten.